# Rineia
 Der er for få eller ingen kildehenvisninger i denne artikel, hvilket er et problem. Du kan hjælpe ved at angive troværdige kilder til de påstande, som fremføres i artiklen.

Rineia (græsk: Ρήνεια), også kendt som Rhinia, er en ubeboet ø i Kykladerne i Det Ægæiske Hav. Øen ligger tæt på Mykonos og er en del af den administrative region Sydægæiske Øer. Rineia har en rig historie og er kendt for sine arkæologiske fund.

## Geografi
Rineia ligger vest for Mykonos og nordvest for Delos. Øen er cirka 14 kvadratkilometer stor og består hovedsageligt af bjergrigt terræn. Kysten er præget af mange bugter og små strande.

## Historie
Rineia har været beboet siden antikken. Øen blev brugt som et gravsted for indbyggerne på det nærliggende Delos, en hellig ø i græsk mytologi. I det 5. århundrede f.Kr. blev Rineia brugt af athenerne som et sted til at isolere de døde og syge for at beskytte Delos' hellige status.
I nyere tid er Rineia ubeboet, men øen er stadig et vigtigt arkæologisk område. Udgravninger har afsløret grave, ruiner og andre levn fra den antikke græske civilisation.

## Arkæologi
Rineia er hjemsted for flere betydningsfulde arkæologiske steder. Der er fundet mange grave, der dateres tilbage til antikken, og udgravninger har afsløret artefakter såsom keramik, smykker og værktøj. Disse fund giver værdifuld indsigt i livet og døden i det antikke Grækenland.

## Flora og fauna
På trods af at være ubeboet, har Rineia en rig flora og fauna. Øen er hjemsted for mange arter af planter og dyr, som er typiske for Kykladerne. Vegetationen består hovedsageligt af buskads og græsland, mens dyrelivet inkluderer forskellige arter af fugle og små pattedyr.

## Turisme
Selvom Rineia ikke har permanente beboere, er øen et populært mål for dagsudflugter fra Mykonos. Besøgende kan udforske de arkæologiske steder, nyde de smukke strande og opleve den uberørte natur.